# 仮面ライダー クライマックスファイターズ
『仮面ライダー クライマックスファイターズ』（かめんライダー クライマックスファイターズ）は、バンダイナムコエンターテインメントより2017年12月7日に発売されたPlayStation 4用ゲームソフト。通称「仮面ライダーCF」。仮面ライダーゲームシリーズで初めて日本国外（アジア）で発売される。
2018年11月29日に発売された『仮面ライダー クライマックススクランブル ジオウ』についても本記事で扱う。

## 概要

### 概要（第1作）
特撮テレビドラマシリーズ「仮面ライダーシリーズ」（平成ライダーシリーズ）を原典とし、歴代平成仮面ライダーが登場するクロスオーバーゲーム作品。キャッチコピーは、「誰が一番強いか、実験を始めよう」。
仮面ライダーの対戦格闘ゲームは2009年から2012年まで家庭用ゲーム機でリリースされていた『仮面ライダー クライマックスヒーローズ』（以下『クラヒ』）があり、本作品はその系譜を受け継ぎつつリブートしたゲーム内容となっている。ただし『クラヒ』シリーズは基本的に1対1の対戦だったのに対し、今作は2対2（最大4名）対戦が可能となっている。
PS4でリリースされたライダーゲームとしては2016年にリリースされた『仮面ライダー バトライド・ウォー 創生』（BW創生）以来のライダーゲームであり、『BW創生』以降に放送された『仮面ライダーエグゼイド』・『仮面ライダービルド』がPS4のライダーゲームに初めて登場。特に『ビルド』は本作品リリース時点では最新ライダーになることから、キービジュアルなどに起用されるなど主役的な扱いをうけている。
なお、BWシリーズで好評を博していた、ライダーの主題歌などを収録しゲーム内の特定場面でBGMとして流すことが出来る仕様の期間限定版が本作品でも作られており、『プレミアムRサウンドエディション』という名称で同時リリースされる（全38曲。ゲームサイズに短くカットしたバージョンを収録。詳しい収録曲については別項参照）。

## ゲーム内容
ポリゴンを使用した3D対戦型格闘ゲーム。前述のとおり最大で4人対戦が可能だが、家庭用のライダーゲームとしては初となるオンライン対戦にも対応している。
それぞれの仮面ライダーたちは原典に準じた個性的な能力や技を持っており、これらを駆使し、ほかのライダーと助け合ったり戦ったりする。

## ゲームモード
ストーリー

## 登場キャラクター
※担当声優に関しては、明確な出典があるものを除き、原作で演じていた本人が収録しているキャラのみ記載する。またキャスト名が太字のものは原典と同じキャストが演じている。

### 第1作より登場
仮面ライダービルド
声 - 犬飼貴丈 / 原典 - 『仮面ライダービルド』
第1作のメインライダー。
仮面ライダーエグゼイド
声 - 飯島寛騎 / 原典 - 『仮面ライダーエグゼイド』
仮面ライダーブレイブ
声 - 瀬戸利樹 / 原典 - 『仮面ライダーエグゼイド』
仮面ライダーゴースト
声 - 西銘駿 / 原典 - 『仮面ライダーゴースト』
仮面ライダースペクター
声 - 山本涼介 / 原典 - 『仮面ライダーゴースト』
仮面ライダードライブ
声 - 竹内涼真 / 原典 - 『仮面ライダードライブ』
仮面ライダーマッハ
声 - 稲葉友 / 原典 - 『仮面ライダードライブ』
仮面ライダー鎧武
声 - 佐野岳 / 原典 - 『仮面ライダー鎧武/ガイム』
仮面ライダーバロン
声 - 小林豊 / 原典 - 『仮面ライダー鎧武/ガイム』
仮面ライダーウィザード
声 - 白石隼也 / 原典 - 『仮面ライダーウィザード』
仮面ライダービースト
声 - 永瀬匡 / 原典 - 『仮面ライダーウィザード』
仮面ライダーフォーゼ
原典 - 『仮面ライダーフォーゼ』
仮面ライダーメテオ
声 - 吉沢亮（『第1作』） / 原典 - 『仮面ライダーフォーゼ』
仮面ライダーオーズ
声 - 渡部秀 / 原典 - 『仮面ライダーオーズ/OOO』
仮面ライダーバース
声 - 岩永洋昭 / 原典 - 『仮面ライダーオーズ/OOO』
仮面ライダーW
声 - 桐山漣（翔太郎） / 原典 - 『仮面ライダーW』
仮面ライダーアクセル
声 - 木ノ本嶺浩 / 原典 - 『仮面ライダーW』
仮面ライダーディケイド
声 - 井上正大 / 原典 - 『仮面ライダーディケイド』
エボリューションバーストの演出では仮面ライダーディエンドも登場。
仮面ライダーキバ
声 - 戸松拳也 / 原典 - 『仮面ライダーキバ』
仮面ライダー電王
声 - 関俊彦（モモタロス）、遊佐浩二（ウラタロス）、てらそままさき（キンタロス）、鈴村健一（リュウタロス） / 原典 - 『仮面ライダー電王』
仮面ライダーカブト
原典 - 『仮面ライダーカブト』
仮面ライダー響鬼
声 - 細川茂樹（『第1作』） / 原典 - 『仮面ライダー響鬼』
仮面ライダーブレイド
声 - 椿隆之 / 原典 - 『仮面ライダー剣』
仮面ライダーファイズ
声 - 半田健人 / 原典 - 『仮面ライダー555』
仮面ライダー龍騎
声 - 須賀貴匡 / 原典 - 『仮面ライダー龍騎』
仮面ライダーアギト
声 - 賀集利樹 / 原典 - 『仮面ライダーアギト』
仮面ライダークウガ
原典 - 『仮面ライダークウガ』
仮面ライダーBLACK
声 - 倉田てつを / 原典 - 『仮面ライダーBLACK』
放映30周年記念参戦。

### ジオウより登場

#### 仮面ライダー（『ジオウ』）
仮面ライダージオウ
声 - 奥野壮 / 原典 - 『仮面ライダージオウ』
『ジオウ』のメインライダー。
2018年12月25日のアップデートにて、必殺技にダブルアーマーが追加された。
仮面ライダーゲイツ
声 - 押田岳 / 原典 - 『仮面ライダージオウ』
仮面ライダーウォズ
声 - 渡邊圭祐 / 原典 - 『仮面ライダージオウ』
2019年1月15日のアップデートでプレイアブル追加登場。
仮面ライダークローズ
声 - 赤楚衛二 /原典 - 『仮面ライダービルド』
シャドームーン
声 - てらそままさき / 原典 - 『仮面ライダーBLACK』

#### 敵キャラクター（『ジオウ』）
バグスターウイルス
原典 - 『仮面ライダーエグゼイド』
黒影トルーパー
原典 - 『仮面ライダー鎧武/ガイム』
グール
原典 - 『仮面ライダーウィザード』
仮面ライダーメイジ
原典 - 『劇場版 仮面ライダーウィザード in Magic Land』
マスカレイド・ドーパント
原典 - 『仮面ライダーW』
ライオトルーパー
原典 - 『仮面ライダー555』
仮面ライダーコア
声 - 立木文彦 / 原典 - 『仮面ライダー×仮面ライダー オーズ&ダブル feat.スカル MOVIE大戦CORE』

## その他出演声優
- 松原大典
- 佐々千春
- 粕谷雄太
- 堀曜宏
- 石原朋典（『第1作』）
- 山本圭一郎（『ジオウ』）
- 田中遼（『ジオウ』）
- 新井良平（『ジオウ』）
- 五味洸一（『ジオウ』）
- 坂井易直（『ジオウ』）

## 主題歌
『第1作』
「proud of you」
歌：PANDORA feat.KAMEN RIDER GIRLS
『ジオウ』
「Over "Quartzer"」
歌：Shuta Sueyoshi feat. ISSA

## サウンドエディション収録曲（第1作）
『第1作』の『プレミアムRサウンドエディション』に収録されている楽曲。
| 出典                    | 曲名                       | 歌唱                                       |
| ----------------------- | -------------------------- | ------------------------------------------ |
| 仮面ライダーBLACK       | 仮面ライダーBLACK          | 倉田てつを                                 |
| 仮面ライダークウガ      | 仮面ライダークウガ！       | 田中昌之                                   |
| 仮面ライダークウガ      | 激闘                       | 作曲：佐橋俊彦                             |
| 仮面ライダーアギト      | 仮面ライダーAGITO          | 石原慎一                                   |
| 仮面ライダーアギト      | DEEP BREATH                | RIDER CHIPS Featuring ROLLY                |
| 仮面ライダー龍騎        | Alive A life               | 松本梨香                                   |
| 仮面ライダー龍騎        | Revolution                 | きただにひろし                             |
| 仮面ライダー555         | Justiφ's                   | ISSA                                       |
| 仮面ライダー555         | EGO ～eyes glazing over～  | ICHIDAI                                    |
| 仮面ライダー剣          | Round ZERO〜BLADE BRAVE    | 相川七瀬                                   |
| 仮面ライダー剣          | ELEMENTS                   | RIDER CHIPS Featuring Ricky                |
| 仮面ライダー響鬼        | 輝                         | 作曲：佐橋俊彦                             |
| 仮面ライダー響鬼        | 始まりの君へ               | 布施明                                     |
| 仮面ライダーカブト      | NEXT LEVEL                 | YU-KI                                      |
| 仮面ライダーカブト      | FULL FORCE                 | RIDER CHIPS                                |
| 仮面ライダー電王        | Climax Jump                | AAA DEN-O form                             |
| 仮面ライダー電王        | Double-Action              | 野上良太郎&モモタロス（CV.佐藤健・関俊彦） |
| 仮面ライダーキバ        | Break the Chain            | Tourbillon                                 |
| 仮面ライダーキバ        | Supernova                  | TETRA-FANG                                 |
| 仮面ライダーディケイド  | Journey through the Decade | Gackt                                      |
| 仮面ライダーディケイド  | Ride the Wind              | 門矢士（CV.井上正大）                      |
| 仮面ライダーW           | W-B-X 〜W-Boiled Extreme〜 | 上木彩矢 w TAKUYA                          |
| 仮面ライダーW           | Leave all Behind           | Wilma-Sidr                                 |
| 仮面ライダーオーズ/OOO  | Anything Goes!             | 大黒摩季                                   |
| 仮面ライダーオーズ/OOO  | Reverse/Re:birth           | 伊達明×後藤慎太郎（C.V.岩永洋昭&君嶋麻耶） |
| 仮面ライダーフォーゼ    | Switch On!                 | 土屋アンナ                                 |
| 仮面ライダーフォーゼ    | Evolvin'Storm              | everset                                    |
| 仮面ライダーウィザード  | Life is SHOW TIME          | 鬼龍院翔 from ゴールデンボンバー           |
| 仮面ライダーウィザード  | BEASTBITE                  | RIDER CHIPS                                |
| 仮面ライダー鎧武/ガイム | JUST LIVE MORE             | 鎧武乃風                                   |
| 仮面ライダー鎧武/ガイム | 乱舞Escalation             | 葛葉紘汰・駆紋戒斗（C.V.佐野岳、小林豊）   |
| 仮面ライダードライブ    | SURPRISE-DRIVE             | Mitsuru Matsuoka EARNEST DRIVE             |
| 仮面ライダードライブ    | Full throttle              | S.S.P.D.Steel Sound Police Dept.           |
| 仮面ライダーゴースト    | 我ら思う、故に我ら在り     | 氣志團                                     |
| 仮面ライダーゴースト    | 命燃やすぜ！               | 作曲：坂部剛                               |
| 仮面ライダーエグゼイド  | EXCITE                     | 三浦大知                                   |
| 仮面ライダーエグゼイド  | ブレイブ -LEVEL 100-       | 作曲：ats-,清水武仁&渡辺徹                 |
| 仮面ライダービルド      | Be The One                 | PANDORA feat.Beverly                       |